# Const cast
Il const_cast è uno dei quattro cast espliciti (o cast stile C++), assieme al dynamic cast, il reinterpret cast e lo static cast. Il const_cast è usato tipicamente nelle situazioni in cui si desidera eliminare l'attributo const o volatile di un particolare tipo di oggetto ed è il solo cast esplicito in grado di effettuare questo tipo di operazione.

## Sintassi
```
const_cast
<
T
>
(
expression
)

```

Il const_cast è, come gli altri cast espliciti, un operatore di tipo template, l'espressione passata come argomento viene valutata e poi convertita nel tipo specificato fra le parentesi angolari.

## Esempio di utilizzo
```
class
 
Text
 
{

public
:

    
Text
(
const
 
char
*
 
str
);

    
~
Text
();

    
.......

    
const
 
char
&
 
operator
[]
 
(
std
::
size_t
 
position
)
 
const
 
{

        
.....

        
return
 
m_Text
[
position
]];

    
}

    
char
&
 
operator
[]
 
(
std
::
size_t
 
position
)
 
{

        
return
 
const_cast
<
char
&>
 
(
                         
//rimuove l'attributo const dal valore di ritorno

            
static_cast
<
const
 
Text
&>
(
*
this
)[
position
]
  
//forza l'utilizzo della versione const dell'operatore []

                                                       
// aggiungendo l'attributo const a this

        
);

    
}

};

```

Questo esempio mostra una classe che implementa due versioni dell'operatore [] per accedere a un particolare carattere di una stringa di testo. La prima implementazione restituisce un riferimento const al carattere contenuto nella posizione specificata come argomento. La seconda versione restituisce nel medesimo modo un riferimento ad un carattere della stringa, sfruttando i cast espliciti const_cast, per modificare il valore di ritorno, e static cast, per forzare l'utilizzo dell'implementazione const dell'operatore sul puntatore this.